# Мозер, Вероника
Вероника Мозер (нем. Veronica Moser, 29 февраля 1964 — 1 июля 2020) — австрийская порноактриса. Снялась более чем в 120 порнофильмах, подавляющее большинство из которых были связаны с копрофилией. Считается самой известной в мире актрисой в этом жанре порнографии.

## Карьера
Мозер сначала работала секретаршей в Австрии, а затем начала подрабатывать моделью для обнаженных фотографий, а позже и для порнофотографий. В 1980-х она начала работать порноактрисой: ее первым порнофильмом стал третий фильм из серии о Жозефине Муценбахер (англ. Sensational Janine) (1982). В конце 1992 года она впервые снялась в порно в сфере копрофилии.
В 1990-е годы она особенно активно снималась в фильмах из серии «Шперргебит» и играла подчиненные роли.
С 2007 года она сосредоточилась на фетиш-порнографии (с резиной, латексом, пирсингом, татуировками и т. д.) и взяла сценический псевдоним «Порнарелла». В августе 2008 года она вернулась в копрофилический бизнес, объявив на своем веб-сайте, что каждый месяц будет снимать новый онлайн-фильм.
В 2016 году снялась в фильме ужасов «История ужасов» (англ. Terror Tales).
Поселилась в Берлине и, по её собственным заявлениям в интервью, была замужем. Умерла в 2020 году от внутримозгового кровоизлияния. Вскоре после ее смерти ее домашняя страница была удалена из Интернета.

## В культуре
Рок-группа Espiritos Zombeteiros посвятила Мозер песню.